# Ортис, Хорхе Альберто
Хорхе Альберто Ортис (исп. Jorge Alberto Ortiz; 20 июня 1984 года, Кастелар) — аргентинский футболист, игравший на позиции полузащитника.

## Клубная карьера
Хорхе Ортис начинал свою карьеру футболиста в аргентинском клубе «Сан-Лоренсо». 13 июня 2004 года он дебютировал в аргентинской Примере, выйдя на замену в домашнем поединке против «Росарио Сентраль». 7 сентября 2005 года Ортис забил свой первый гол на высший уровне, выведя свою команду вперёд в домашней игре с «Бокой Хуниорс». В июле 2006 года он на правах аренды перешёл в «Арсенал» из Саранди, в котором был игроком основного состава и забил несколько мячей. Спустя год Ортис вернулся в «Сан-Лоренсо», а в марте 2008 года подписал контракт со шведским АИКом. В составе последнего он провёл 2 сезона, выиграв при этом чемпионат, Кубок и Суперкубок Швеции. Летом 2011 года Ортис вернулся в Аргентину, заключив соглашение с «Арсеналом» из Саранди. В рамках Клаусуры 2012 Ортис забил несколько важных победных мячей, а «Арсенал» по итогам турнира впервые в своей истории стал чемпионом Аргентины.
В 2013—2015 годах Ортис выступал за «Ланус», а летом 2015 года перешёл в «Индепендьенте».

## Достижения
«АИК»
- Чемпион Швеции (1): 2009
- Обладатель Кубка Швеции (1): 2009
- Обладатель Суперкубка Швеции (1): 2010

 «Арсенал Саранди»
- Чемпион Аргентины (1): Кл. 2012
- Обладатель Суперкубка Аргентины (1): 2012

 «Ланус»
- Обладатель Южноамериканского кубка (1): 2013